# Buress Vazul
Buress Vazul (Buress Basilius, Buress Basil) (Kloburc, 1614 – Nagyszombat, 1647) ferences rendi szerzetes.

## Élete
1634-ben lépett a rendbe; 1641-ben a bölcseleti tudományokat, kevéssel azután pedig a hittaniakat adta elő. 1646-ban definitor és lector generalis lett.

## Munkái
- Kéziratban maradt munkái: In 3. Sent. Scoti tractatius duo: 1. De Incarnatione Verbi Divini. 2. De virtutibus theologicis. 1644 (A pozsonyi zárda könyvtárában.)